# 叶南薰
叶南薰（1910年—1985年），曾用名叶广馨，男，江苏南京人，中国数学家，曾任南京大学数学天文学系、数学系、计算机科学系系主任、教授，中国数学会理事。

## 家庭
长女叶蕴华为北京大学化学与分子工程学院教授。次女叶蓉华为南京大学物理学院教授，女婿孙钟秀为计算机软件专家、中国科学院院士，亲家孙光远为数学家。